# NGC 4822
NGC 4822 is een elliptisch sterrenstelsel in het sterrenbeeld Maagd. Het hemelobject werd in 1882 ontdekt door de Duitse astronoom Ernst Wilhelm Leberecht Tempel.

## Synoniemen
- MCG -2-33-69
- PGC 44236